# Eriogonum ephedroides
Eriogonum ephedroides är en slideväxtart som beskrevs av James Lauritz Reveal. Eriogonum ephedroides ingår i släktet Eriogonum och familjen slideväxter. Inga underarter finns listade i Catalogue of Life.